# Parornix multimaculata
Parornix multimaculata là một loài bướm đêm thuộc họ Gracillariidae. Nó được tìm thấy ở Nhật Bản (Hokkaidō), Hàn Quốc và vùng Viễn Đông Nga.
Sải cánh dài 8.5–12 mm.
Ấu trùng ăn Malus baccata, Prunus avium, Prunus maximowiczii, Prunus mume, Prunus sachalinensis, Prunus salicina, Prunus sargentii và Prunus ussuriensis. Chúng ăn lá nơi chúng làm tổ.